# Orvar Trolle
Nils Orvar Trolle, född 4 april 1900 i Sankt Pauli församling, Malmö, död 7 mars 1971 i Blikstorp, Fridene församling, Västergötland var en svensk simmare. 
Han blev olympisk bronsmedaljör i Paris 1924.
Trolle tävlade för Malmö Simsällskap och därefter SoIK Hellas.